# Dasychira bhana
Dasychira bhana är en fjärilsart som beskrevs av Moore 1865. Dasychira bhana ingår i släktet Dasychira och familjen tofsspinnare. Inga underarter finns listade i Catalogue of Life.